# سونيا ماري كول
سونيا ماري كول  (1918)-(1982)كانت قد حظيت على الكثير من المعارف والعلوم فكانت عالمة جيولوجيا وعالمة آثار وعالمة انثروبولوجيا ومؤلفة باللغة الإنجليزية.

## سيرتها الذاتية
سونيا سيرز، ولدت سونيا كول في وستمنستر، لندن تزوجت والدتها من ايرل انيسكيلين الخامس، فهو بذلك يعتبر زوجها الثاني، وسونيا شخصيا تزوجت من ابن اخيه، إيرل السادس، فقد اشتغلت كول في المتحف البريطاني، وأدارت عملاً ميدانياً موسعاً داخل افريقيا.كانت تعتبر الصديقة الوفية والمقربة ل ماري ليكي، التي كتبت نعي وفاتها
ديفيد لوري كول، ايريل انيسليكين السادس (1918)-(1989)، الذي طلق زوجته الأولى سونيا سنة (1955)، حيث كان لديهم ولد وبنت فقط.
كانت كول معروفة بعملها (Races of Man)سباق الرجال، والتي حصلت بشكل كبير من كارلتون ستيفنز كون.

## اعمالها
- An Outline of the Geology of Kenya- (1950)
- The Prehistory of East Africa (1954, 2nd ed. 1958, rev. ed. 1964)
- Races of Man (1963, 2nd ed. 1965)
- (The Neolithic Age (1970
- (Leakey's Luck (1975